# Charles Maurice de Talleyrand
Charles-Maurice de Talleyrand-Périgord, más conocido como Talleyrand /talɛˈʀɑ̃/, (París, 2 de febrero de 1754-ibídem, 17 de mayo de 1838) fue un sacerdote, obispo, político, diplomático y estadista francés, de extrema relevancia e influencia en los acontecimientos de finales del siglo XVIII e inicios del XIX, que logró desempeñar altos cargos políticos y dentro de la jerarquía de la Iglesia católica, durante el reinado de Luis XVI, posteriormente en la Revolución francesa, luego en la era del Imperio Napoleónico y, finalmente, en la etapa de la restauración monárquica, con el advenimiento de la Monarquía de Julio y el reinado de Luis Felipe I.
Considerado uno de los diplomáticos más destacados de su época, fue notable su ejercicio del Ministerio de Relaciones Exteriores de Francia, que administró en cuatro ocasiones, durante las cuales lideró la política exterior de la Revolución francesa, así como la ambiciosa política expansionista del Consulado Francés y el Imperio Napoleónico, además de tener una destacable participación en el Congreso de Viena.
Él mismo escribió de sí, en sus Memorias, publicadas medio siglo después de su muerte: 

...de todos los gobiernos a los cuales he servido, no hay ninguno de quien haya recibido yo más de lo que he dado; que no he abandonado a ninguno antes que él se hubiera abandonado a sí mismo; que no he puesto los intereses de ningún partido, ni los míos personales, ni los de mis allegados, en contrapeso con los verdaderos intereses de Francia, los que a su vez, nunca he creído en oposición con los verdaderos intereses de Europa.»

Fue junto con Joseph Fouché la figura política más influyente de su época en Francia.

## Semblanza
A lo largo de una carrera política que se extendió por décadas y navegó con éxito las cambiantes mareas de la política francesa de finales del siglo XVIII y comienzos del XIX, Talleyrand fue diputado en los Estados Generales y la Asamblea Nacional, presidente de la Asamblea Nacional, dos veces Embajador de Francia ante el Reino Unido de Gran Bretaña e Irlanda, ministro de Marina y Colonias, igualmente fue cuatro veces ministro de Asuntos Exteriores de Francia, tres veces gran chambelán de Francia, vice-elector del Primer Imperio francés, representante de Francia en el Congreso de Viena. Además fue primer ministro de Francia, y es considerado como la primera persona en la historia de Francia que ocupó este puesto.
Talleyrand es, con mucho, una figura tan polémica como reconocida, siendo lo más admirable de su vida el mantenerse durante décadas en el centro del poder político en Francia, en un momento histórico en el que los vientos políticos eran en extremo cambiantes. Es algo que, para algunos, representa una obra maestra de perdurabilidad, con gran influencia  en el desarrollo de la historia europea, pues fue uno de los más poderosos y reconocidos diplomáticos de su época y un extraordinario defensor de la moderación y racionalidad política, en todos sus sentidos; mientras que otros estiman que su prodigiosa carrera fue producto de la traición y el engaño continuo a cinco diferentes regímenes.
No es posible hablar de este período tan importante en la historia de Francia y Europa sin toparse con los logros de Talleyrand. Decenas de tratados, alianzas y acuerdos diplomáticos que dieron forma al Viejo Continente, gobiernos e incluso imperios enteros cimentados con su apoyo, naciones completas salvadas o condenadas por causa de su actuar. Su participación en el Congreso de Viena, donde se convirtió en la «voz de Francia», logró conservar para su nación la integridad territorial, y definió el orden territorial y político de Europa que había de perdurar por medio siglo. He ahí la obra de uno de los más brillantes políticos que han tenido Francia y Europa.

## Origen y juventud

Los escudos de Halié-Talleyrand y Perigord, las dinastías de las que Charles Maurice Talleyrand era descendiente.

Charles Maurice Talleyrand y Périgord nació el 2 de febrero de 1754, como primogénito de una de las familias más poderosas y prestigiosas de Francia, que pretendía descender de Adalberto, conde de Périgord, vasallo de Hugo Capeto hacia el año de 990; lo cual muchos coetáneos e historiadores no respaldan. Sin embargo, sí es indiscutible que el linaje de su familia provenía de la alta nobleza francesa, lo que está demostrado por documentos reales que datan de los años 1613 y 1735.
Miembros de esta noble familia ocuparon cargos de elevada importancia durante el reinado de Luis XV y como cualquier familia típica de la aristocracia de entonces, disponían de diversas propiedades, méritos, títulos y conexiones políticas.
El joven Talleyrand, en consecuencia, fue educado en las clásicas maneras de su nivel social, se le enseñaron modales refinados, tradiciones y formalidades propias de la alta sociedad francesa y se le inculcó que debía demostrar siempre un altísimo nivel de sofisticación en cada cosa que hiciese o dijese, algo que el joven mantendría por el resto de su vida y por lo cual se haría célebre.
Como era costumbre en aquella época entre las familias de la aristocracia, la suya planificaba el futuro del joven heredero empezando por una carrera militar, donde eventualmente podría ascender hasta alcanzar altos méritos y reconocimientos. Sin embargo, Talleyrand padecía el Síndrome de Marfan, enfermedad que le supuso un debilitamiento de múltiples estructuras del cuerpo (esqueleto, pulmones, vasos sanguíneos, ojos, entre otros), lo cual frustró los intereses de su familia de destinarlo a la carrera militar, por lo que quedó así relegado a su segunda opción: ser destinado a la carrera eclesiástica. Ello no le causaba precisamente mucho entusiasmo, pero le iba a permitir disponer de un oficio acorde a su estatus, aunque también le significó perder su posición como heredero de los títulos familiares, de los cuales fue privado en favor de su hermano menor. Así no pudo ostentar el título de conde, recibir la mayor parte de los bienes familiares, ni pudo transmitir a sus descendientes el patrimonio ancestral. Esto fue una herida de la que Talleyrand nunca se recuperó y definió muchas de sus acciones futuras.
Este síndrome le provocó deformidad en una pierna, y una cojera que le valió el apodo de le Diable Boiteux (el Diablo Cojo), resultado de combinar su increíble capacidad para manipular a los demás, con su característica manera de andar. Pero indudablemente la mayor consecuencia que le trajo su enfermedad fue la ambición, dado que en adelante siempre buscaría consolidar su posición y recuperar aquello que consideraba le había sido arrebatado.

## Carrera eclesiástica
Según afirma el propio Talleyrand, con cierto rechazo, en 1769, a los 15 años, y tras haber completado sus estudios básicos en el reconocido Colegio de Harcourt, ingresa en el seminario de San Sulpicio, para iniciar su carrera en la Iglesia. Sin embargo, su «ligereza de costumbres» no se desvaneció por ello; de hecho, frecuenta a una reconocida actriz de la comedia francesa durante este período. No obstante, aquello era algo común en su época, y no resultó negativo ni perjudicial para su carrera. Luego en 1774, después de haber recibido su ordenación, asiste a la coronación de Luis XVI, mientras un tío de Talleyrand era coadjutor del obispo.
Al cumplir los 25 años, en 1779, obtiene una licenciatura en Teología de la Sorbona, adquirida gracias a su origen más que por su trabajo, lo que le permite ser ordenado como presbítero. Al analizar la carrera de Charles-Maurice en el Clero, sorprenden dos aspectos: su prestigio eclesiástico y la velocidad con que fue ascendiendo. Talleyrand demuestra habilidad y eficacia al manejarse en el ámbito religioso. Recién licenciado de la Sorbona, en cuestión de sólo un año, pasa de capellán a subdiácono y poco después la Asamblea Clerical de Reims lo elige como diputado ante la Asamblea General del Clero en Francia, un cuerpo de tan sólo 68 miembros, encabezado por dos Agentes Generales. Talleyrand, fue elegido como uno de esos dos Agentes Generales.
En 1780, siendo agente general del Clero de Francia, un puesto equivalente dentro de la jerarquía eclesiástica al de un ministerio, es encargado de defender y administrar los bienes de la Iglesia y de mantener sus privilegios fiscales ante el rey Luis XVI, siendo este quizás un cargo más acorde con su personalidad. Esta misión la cumplió de la manera más efectiva que se pueda imaginar. Al inicio de la Revolución fue elegido en 1789 representante del clero ante los Estados Generales. Talleyrand aquí encontraría el lugar donde su maestría para las relaciones sociales y la manipulación, junto con la elegancia casi arrogante que poseía, fueron las llaves que le dieron una enorme influencia política.
La labor de Talleyrand en la defensa de los intereses eclesiásticos, en sus inicios, ciertamente fue extraordinaria. De por sí, no constituía una labor fácil de realizar, al tener la Iglesia católica, una enorme independencia, poderío y prestigio, que concentraba entre propiedades, inversiones y múltiples otras fuentes, una renta total anual de 180 millones de libras, sólo en Francia. Aun así, un estoico Talleyrand, emprendió su misión con firmeza y el proceso lo enfrentaría incluso a la misma nobleza. De hecho, cuando el duque de Saboya entabló un litigio en contra de la Iglesia, por concepto de impuestos, el mismo Talleyrand asumió la defensa y respondió contundentemente al aplicar en todo su peso las leyes del Antiguo Régimen, en virtud de las cuales la Iglesia estaba, en todo sentido, exonerada de impuestos.
Para sumar más méritos a su ya extraordinaria carrera, se le había otorgado la titularidad de las abadías de Saint Denis y de Celles, a lo cual se agrega su nombramiento como obispo de Autun. Para el momento con la totalidad de sus cargos y propiedades clericales, Talleyrand concentraba un tremendo poder y prestigio dentro de una entidad tan poderosa como lo era la Iglesia católica. De hecho, recibió, al abandonar su cargo, múltiples compensaciones por su excelente desempeño, las cuales sumaron más de 27.000 libras. Talleyrand mismo disponía de una renta anual de 50 000 libras, por causa de todas sus regalías eclesiásticas, cuando la mayoría de los grandes nobles disponían de rentas anuales de 20 000 libras.
No obstante, a pesar de pertenecer a una de las instituciones más conservadoras de Francia, Talleyrand, a medida que ejercía su papel de funcionario público y avanzaba en su carrera política, se ponía cada vez más en contacto con las ideas de corte liberal, según las cuales comenzó a dirigir sus acciones. Estos ideales, serían los que lo llevarían a establecer su posición por el resto de su vida, respecto a la política. Es así, pues, que en su labor como diputado en los Estados Generales, Talleyrand comenzaría a hacer alarde de su personalidad al respaldar al Tercer Estado, consciente de la desmesurada pobreza en que este vivía, y de la grave situación financiera de Francia, no halla otra salida más que participar en la confiscación de bienes de la Iglesia, al afirmar que «estos no eran más que muestra del despotismo con que la Iglesia se había imbuido, mientras que los pobres en cambio sufrían desmesuradamente».
Ciertamente, este acto no beneficiaba en absoluto a Talleyrand, pues confiscar los bienes eclesiásticos, fuente de sus notorios ingresos, no representaba ganancia alguna para el joven eclesiástico y político, de lo cual se deduce que lo hizo porque en esencia lo estimaba necesario para evitar el colapso económico de Francia, y sin su apoyo no se habría logrado. Pero sus detractores afirman que con ello Talleyrand buscaba la aceptación y el respaldo de la población y de los revolucionarios en la nueva etapa en la que entraba Francia, para lo cual no habría tenido escrúpulos en perjudicar la propia institución a la que pertenecía, por ello es este momento el que estos críticos catalogan como el comienzo del Talleyrand apóstata y traidor; mientras que sus defensores ven tal evento como el nacimiento del «Guardián de Francia», el hombre que, independientemente del gobierno que estuviese en el poder, buscaría materializar lo que él consideraba era lo mejor para Francia.
Independientemente, con el apogeo de la Revolución francesa, Talleyrand no solo mantendría su posición sino que acabaría cediendo a sus ambiciones políticas y se separaría definitivamente de la Iglesia, pasando a servir únicamente como político y diplomático.

## Revolución francesa
Para 1789, la Revolución francesa cobraba cada vez más fuerza, el pueblo manifiesta su apoyo a la Asamblea Nacional de Francia con la Toma de la Bastilla el 14 de julio de 1789 y ese mismo día, en medio del júbilo, Talleyrand es nombrado miembro del Comité de Constitución de la Asamblea Nacional, donde ejerce un papel de extrema importancia. La Constitución presentada al rey y aceptada por él, el 14 de septiembre de 1791 es firmada por Talleyrand, quien a su vez es autor del artículo VI de la Declaración de los Derechos del Hombre y del Ciudadano: «La ley es la expresión de la voluntad general. [...] Debe ser igual para todos, sea para proteger o para castigar [...]».
Con plenas intenciones de hacer referencia a su trágica exclusión de la línea sucesoria de su familia y deseoso de aprovechar la Revolución para sus fines, Talleyrand se pronuncia gustoso en 1789, haciendo acto de presencia en la Asamblea para leer el discurso del difunto marqués de Mirabeau (1791), sobre el reparto a partes iguales de las herencias, que implicaba la supresión de los privilegios de la primogenitura.
El 14 de julio de 1790, en el primer aniversario de la Toma de la Bastilla, Talleyrand celebra la misa que tiene lugar en el Campo de Marte durante la fiesta de la federación, con lo cual consagraba una imagen para sí mismo de ser el «sacerdote de la Revolución». Además, en su labor política, siendo por entonces todavía obispo y miembro de la jerarquía eclesiástica, sugiere la confiscación de los bienes de la Iglesia por la Revolución durante 1790 —y participa activamente en ella—, al tildar a tal institución de «abusiva y corrupta». Además, ese mismo año ejerce la presidencia de la Asamblea y el año siguiente jura la constitución civil y se separa definitivamente de la Iglesia, dedicándose exclusivamente a sus labores en la Asamblea Nacional, pero aun así, gustoso tomó juramento en febrero a los dos primeros «obispos constitucionales», que fueron denominados popularmente como «obispos talleyrandistas».
Finalmente en 1792, se dispara su carrera diplomática, cuando es enviado en misión como embajador de Francia a Londres, con el fin de informar a la monarquía inglesa sobre la política francesa. A pesar de la atmósfera hostil, obtiene la neutralidad de los ingleses. Vuelve a Francia en julio y, anticipándose al llamado Reinado del Terror, se va nuevamente aprovechando un pasaporte que le expidió Danton.
Expulsado de Inglaterra en 1794, parte a los Estados Unidos, donde ejerce como prospector inmobiliario en los bosques de Massachusetts y se dedica, así, al muy lucrativo sector financiero y de bienes raíces, del cual obtiene una considerable fortuna. Finalmente regresa a Francia en 1796 después de ser levantado el decreto de acusación de la Convención en su contra. Para entonces, Maximilien Robespierre ha caído, y el Reinado del Terror ha terminado; pero la atmósfera política hostil persiste y Talleyrand se valdrá de la misma para alcanzar su ascenso político.

## El Directorio
Al regresar a Francia desde Estados Unidos en 1796, se dedicó por entero a la política, y si bien no contaba ya con las rentas de su antigua carrera eclesiástica, disponía de la sustancial fortuna amasada en América. En septiembre de 1796, a propuesta de Chenier, fue nombrado Miembro del Instituto Nacional. Poco después fue encargado por el Directorio del Ministerio de Relaciones Exteriores.
Junto a Napoleón, convenció al Directorio de la necesidad de realizar una expedición a Egipto que acabó en fracaso, pero que gracias a los boletines de su ministerio para la prensa y el tremendo aparato dedicado a la promoción de la campaña, resultó en un éxito propagandístico muy valioso para Napoleón Bonaparte y el mismo Talleyrand, como ministro de Relaciones Exteriores.
Durante este período Talleyrand, causó un conflicto en las relaciones entre Estados Unidos y Francia, a causa de un altercado con los delegados norteamericanos en París, a quienes Talleyrand extorsionaba. Admitido su error, dimitió. En sus dos años como ministro, aumentó enormemente su fortuna, mediante la aceptación y exigencia de todo tipo de sobornos. 
Este fue un punto de inflexión en la vida de diplomático y político, pues careciendo de un ingreso fijo, como lo habían sido sus rentas eclesiásticas, sus finanzas personales dependían completamente de su ejercicio político. Para sobrellevar su estilo de vida, los sobornos, la concentración de cargos y salarios, las comisiones especiales y el uso de información privilegiada para especular en la Bolsa de París, se tornarían en elementos recurrentes en su carrera. No obstante, lo cierto es que Talleyrand renunció a su cargo en 1799, más por causa del próximo regreso de Napoleón Bonaparte a Francia, que por su desliz protocolar.
Desde que Napoleón triunfara en Italia, como «comandante en jefe del Ejército de Italia», cargo que obtendría tiempo después de ser nombrado comandante en jefe del Ejército del interior, Talleyrand, siguiendo sus objetivos de permanecer en el centro del poder, observa con atención el desarrollo de la figura del joven general, cuyos hermanos se involucran rápidamente en la política francesa. El hábil político y diplomático ya percibe la desmedida ambición de Napoleón Bonaparte y en ella contempla la oportunidad de obtener la longevidad política que tanto desea. Valiéndose de sus contactos y encanto social, Talleyrand se encargó de entrar en el círculo próximo a Bonaparte, primero ofreciendo una fiesta en honor del general en el ministerio, justificada por sus grandes logros obtenidos defendiendo la Revolución, luego organizando la expedición a Egipto y finalmente, conspirando junto con José Bonaparte, Joseph Fouché, Siéyès y numerosos otros políticos, pero principalmente con Luciano Bonaparte, quien dirige el Consejo de los Quinientos, para materializar el ascenso al poder del general corso e instituir así el triunvirato que sería el nuevo gobierno francés con Napoleón, Siéyès y Ducos como los tres cónsules. Cabe mencionar que tanto Siéyès como Ducos, fueron parte del último Directorio que dimitió en favor del golpe de Estado.

## El golpe de Estado del 18 de brumario

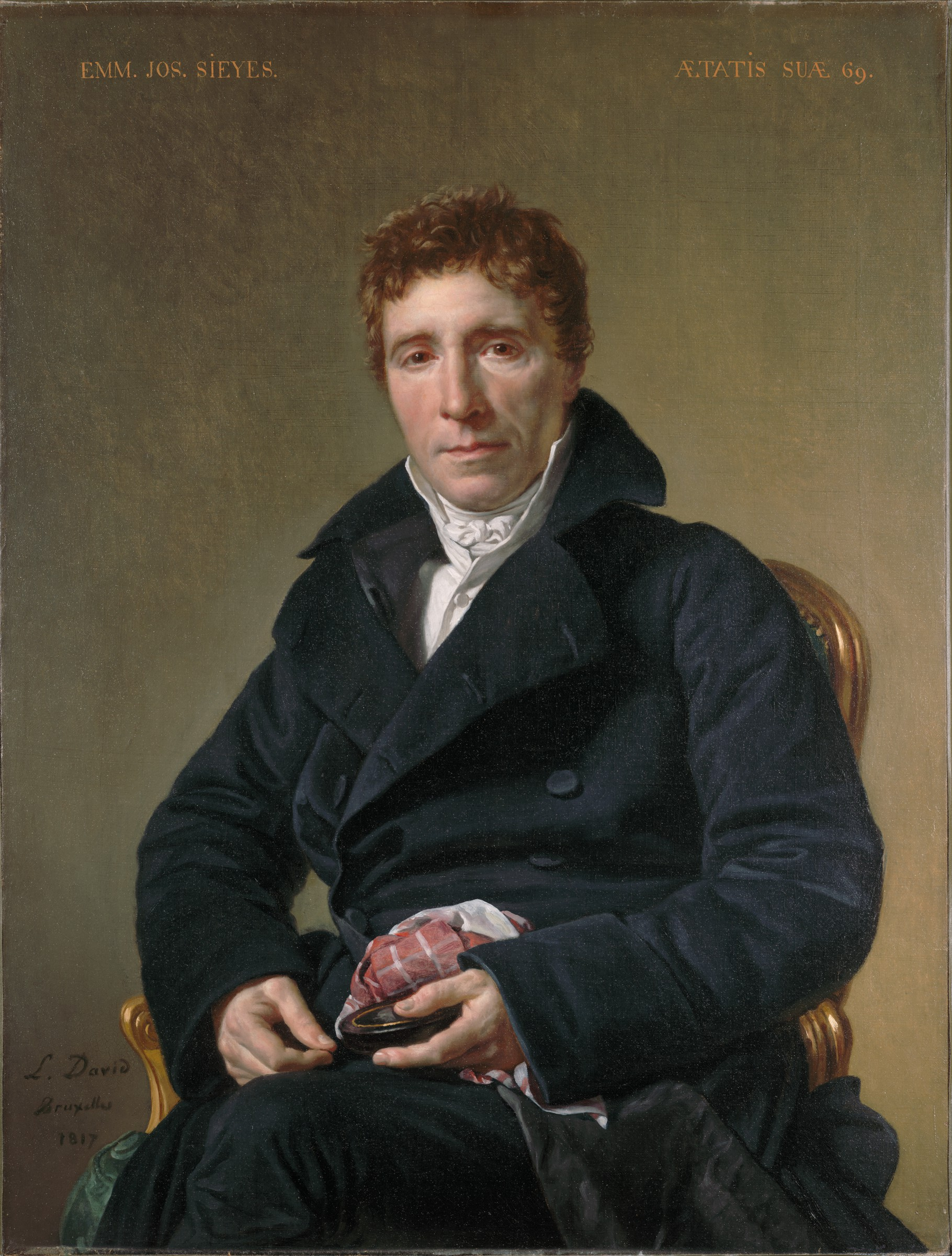
Emmanuel-Joseph Sieyès fue quien planificó el golpe de Estado del 18 de brumario.

Esta maniobra militar y política fue planeada inicialmente, no por Napoleón Bonaparte, sino por otro miembro del Directorio, Siéyès, quien no estaba de acuerdo en muchos aspectos con la Constitución de 1795, que había establecido el directorio. Siéyès planeó el golpe de Estado del 18 de brumario, rodeándose de personalidades políticas y militares, pero no tuvo en cuenta que al hacerlo estarían sobre la mesa las ambiciones de estos personajes.

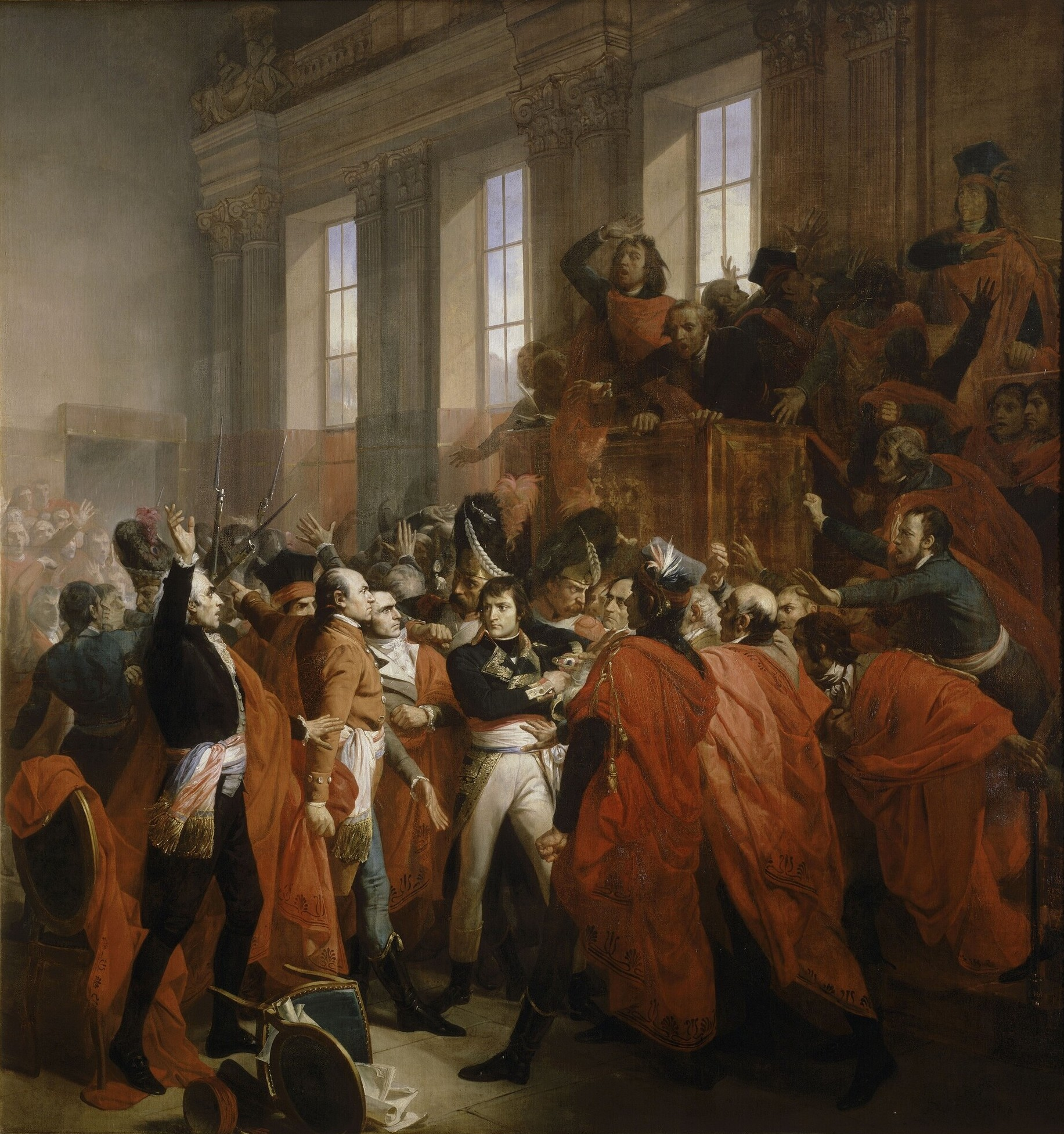
Bonaparte abucheado por el Consejo de los Quinientos, durante el golpe de Estado del 18 de brumario

Siéyès planeaba redactar la nueva constitución y ser el jefe del nuevo gobierno, pero Napoleón se le adelantó, asumiendo el papel principal en el nuevo orden. Se redactó la Constitución del Año VIII, en la cual el general obtuvo el puesto de primer cónsul, convirtiéndose en la persona más poderosa de Francia y ejerciendo, así, facultades prácticamente dictatoriales sobre la nación.
Talleyrand respaldó a Bonaparte y como consecuencia, fue esencial en la consolidación del Consulado y por supuesto en su posterior desempeño; y así fue nombrado ministro de Relaciones Exteriores. Nuevamente Talleyrand prevalecía en la escena política, aun cuando las corrientes hubiesen cambiado radicalmente.
Para entonces, Talleyrand sabía que las ambiciones expansionistas de Napoleón Bonaparte, significarían que él sería más que necesario para el recién nombrado primer cónsul, pues cada maniobra de conquista y anexión territorial estaría precedida o secundada por tratados y capitulaciones que Talleyrand se encargaría de elaborar y ejecutar. En otras palabras, Napoleón necesitaba a un muy activo y efectivo ministro de Relaciones Exteriores y para su suerte, Talleyrand no solo estaba dispuesto, sino que estaba más que capacitado para serlo.

## Período napoleónico

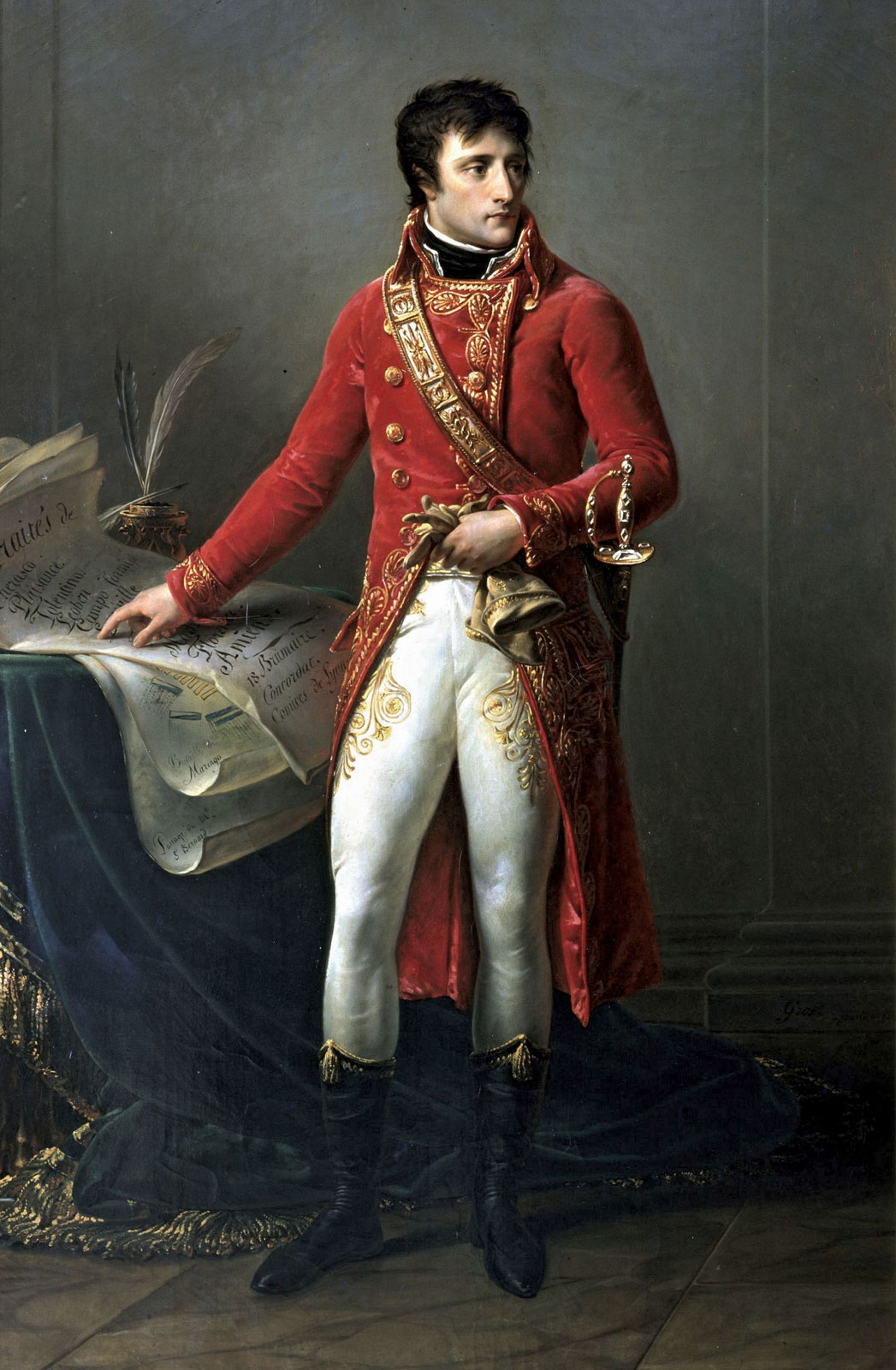
Napoleón como primer cónsul de Francia.

### El Consulado
Tras haber sido instigador y participar activamente en el golpe de Estado y tras recuperar su cargo de ministro de Relaciones Exteriores, se dedicó a concluir los importantes tratados que confirmaban las conquistas de Bonaparte, quien maneja decididamente la política exterior del país, cosa que frecuentemente produce enfrentamientos con Talleyrand, pero que este sobrellevaría sin problemas, durante un buen tiempo.
Aun así, el mismo Napoleón Bonaparte reconoce que Talleyrand es esencial para sus planes por su increíble habilidad para, mediante la negociación, obtener lo que desea. Sin embargo, a cambio Bonaparte corre el riesgo de que Talleyrand acabe usando esas mismas habilidades para hacerse con su imperio, es decir, si ya era imprescindible, convertir al imperio en dependiente de él.

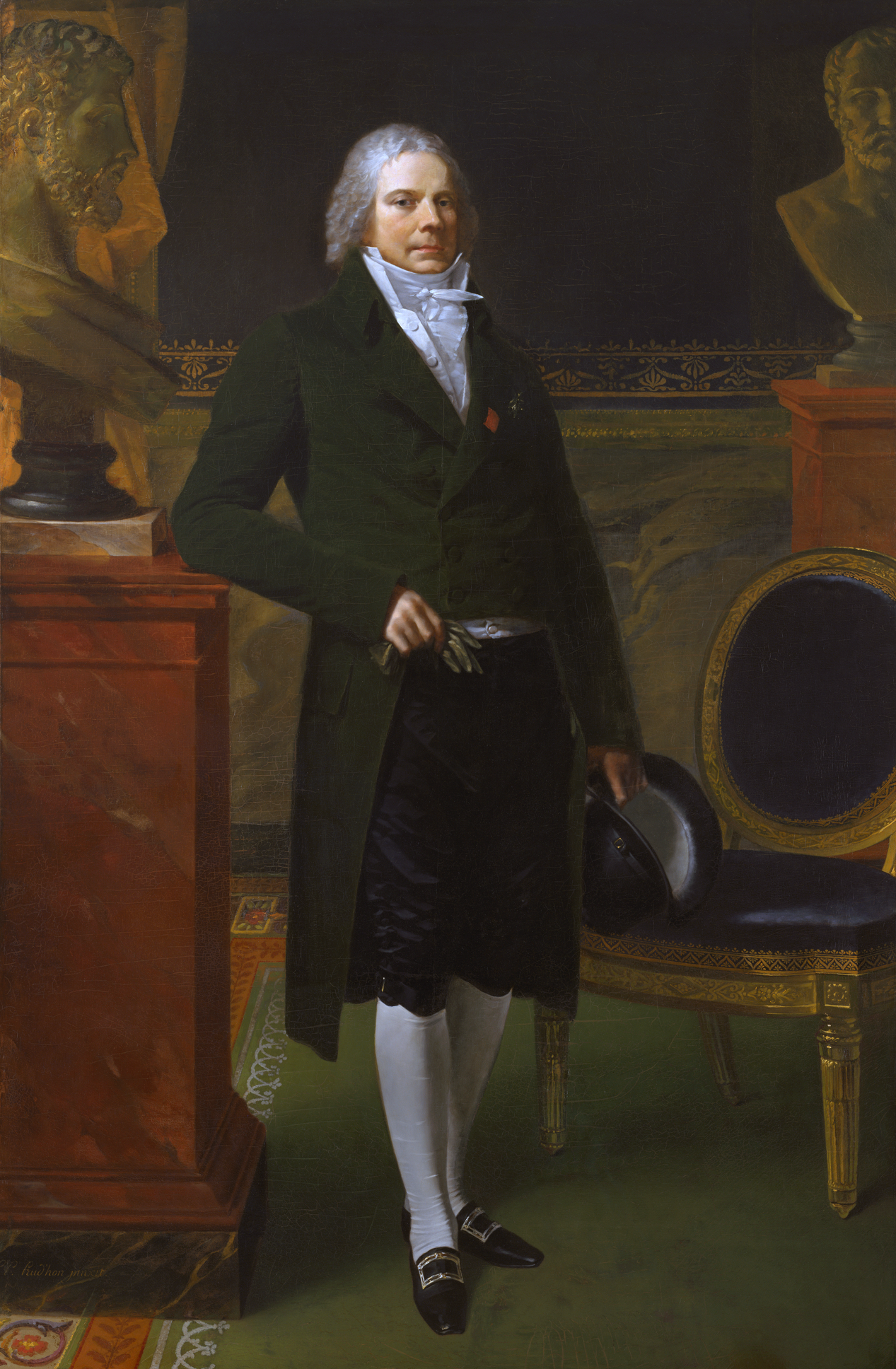
Charles de Talleyrand, fue esencial para el proyecto expansionista de Napoleón Bonaparte, pues fue él quien se encargó de legalizar internacionalmente cada nueva anexión territorial, con múltiples tratados

A Napoleón no parece importarle correr tal riesgo, pues en primer lugar desea asegurar la permanencia a su lado de Talleyrand, por sus contactos, conexiones y habilidades diplomáticas y en segundo se encargará de colmar la ambición del aristócrata, entregándoles títulos y designándole para cargos y responsabilidades altísimas.
La estrategia funciona, Talleyrand se siente complacido y gustosamente se encarga de usar su habilidad diplomática para firmar el Tratado de Campo Formio en 1797, permitiendo así dar el primer paso hacia la consolidación definitiva del futuro Primer Imperio Francés.

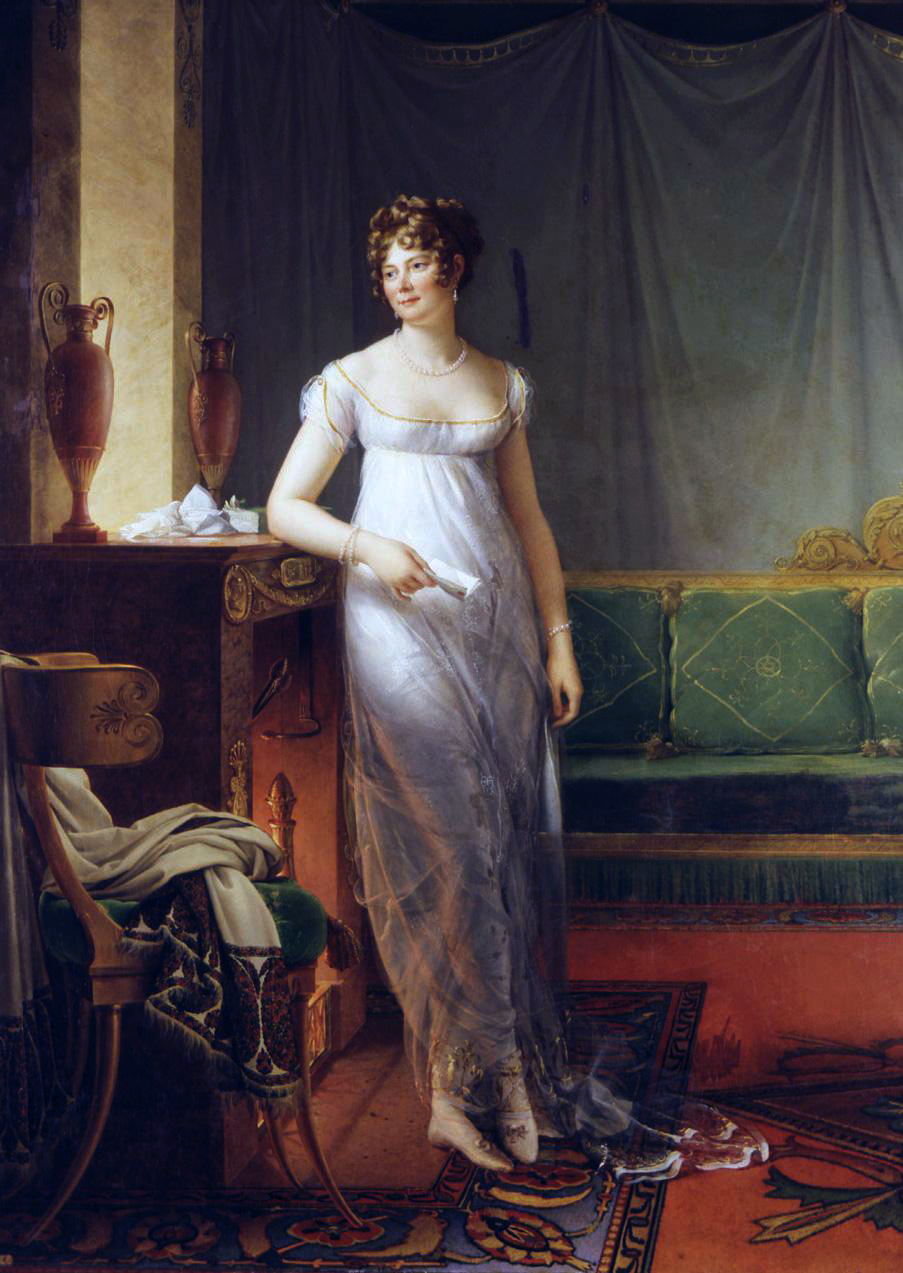
Catherine Grand, esposa de Talleyrand.

En 1801 se casa con Catherine Grand, una francesa nativa de la India, debido a que Napoleón Bonaparte lo presionaba para tener una esposa, y en 1803 adquiere el suntuoso Castillo de Valençay a expensas del mismo Napoleón, el cual, además de servir como una suerte de prisión para la realeza española durante un tiempo, cuando Francia invadiese España, deponiendo a sus reyes en el proceso, la mayor parte del tiempo fue residencia oficial del estadista.
El Castillo de Valençay, era una propiedad tan extraordinaria y extensa, como suntuosa y famosa, de ella se decía que tenía uno de los más hermosos jardines de Francia y se extendía sobre más de 12 000 hectáreas, de terreno.
Talleyrand había tenido éxito en insertarse definitivamente en el régimen de Napoleón Bonaparte y debido a lo indispensable que era y a la excelente relación que sostenía con el emperador, no había signo alguno que dijera que sería diferente con el advenimiento del Primer Imperio francés.

### El fusilamiento del duque de Enghien

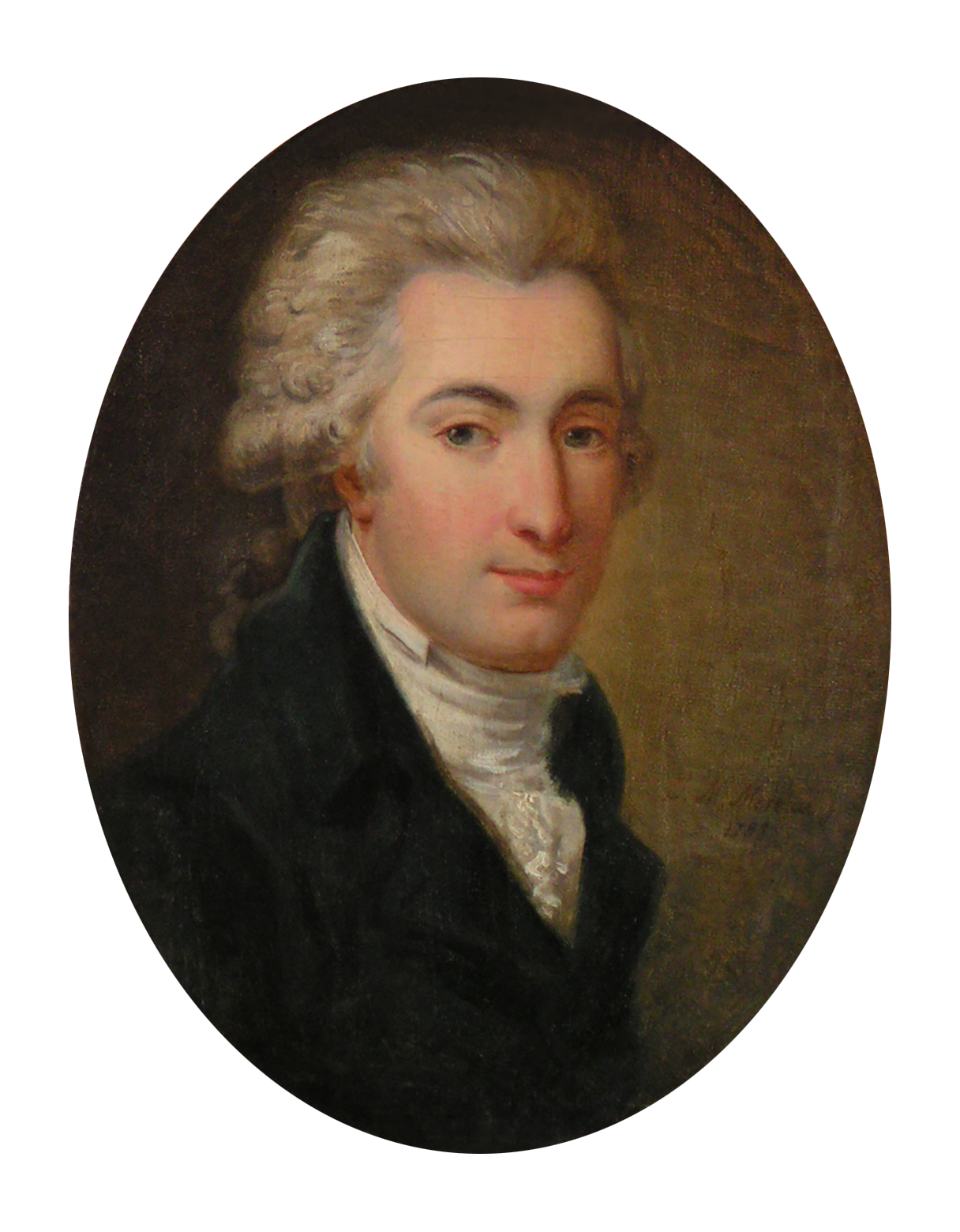
Louis Antoine Henri de Bourbon-Condé, último descendiente de la rama Condé de la Casa de Borbón.

El año de 1804 estuvo repleto de tensiones internas en Francia, a pesar de que ya se sumaban cinco años desde el comienzo del consulado, las tensiones tanto dentro como fuera del país seguían acrecentándose. Los facciones Realista y Republicana continuaban enfrentándose entre ellas y Napoleón necesitaba manejar la situación de acuerdo a su conveniencia. El 9 de marzo de ese año, Cadoudal, cabecilla del movimiento Realista-Monárquico que respaldaba a los Borbones, es arrestado en París, como consecuencia de la tensión generada en toda Francia, mientras que los complots realistas se multiplican en todo el territorio.
Ahora más que nunca Napoleón necesitaba dejarle en claro que no permitiría más conspiraciones (mensaje que debía ir especialmente para los realistas borbónicos) y que tampoco permitiría una restauración monárquica, confirmación que los republicanos esperaban ansiosamente.
Ante tal panorama, Napoleón recurre a Talleyrand, su más hábil ministro, en busca de un consejo, que el noble da gustoso: «es necesario dar ejemplo de lo que le pasará a todo enemigo de los intereses de Francia».
El duque de Enghien, un poderoso noble, descendiente de la Casa de Borbón en Francia, había sido una figura mítica, representando para la mayoría de los simpatizantes del movimiento Realista Monárquico, un cuasi «Heredero al Trono». Había salido de Francia tras la Revolución Francesa y había estado involucrado en un intento de invasión militar borbónica.

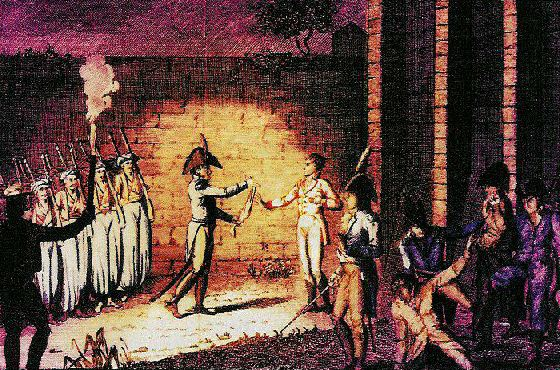
La ejecución del duque de Enghien.

Así, cuando una de las conspiraciones apunta a la vida de Napoleón y varios miembros cercanos a los círculos del Duque se ven involucrados, el primer cónsul ordena el arresto del heredero Borbón, suponiendo su participación en dicho complot.
El duque de Enghien es apresado en la noche del 14 al 15 de marzo en el castillo de Ettenheim (Margraviato de Baden, Alemania Occidental), por el general Ordener y conducido a Estrasburgo, para luego ser trasladado a París. El 20 de marzo es juzgado por un Consejo de Guerra, juicio que en esencia cumplía con ser una simple «ilusión de legalidad», pues el veredicto ya estaba más que decidido.
Louis Antoine Henri, el último descendiente de la Casa de Borbón-Condé, es fusilado en los fosos del Castillo de Vincennes, por orden de Jérôme Savary.
Aquella noche, Napoleón consolidó lo que él creyó era una victoria política, dado que como Alejandro Dumas, padre contaba en El caballero Hector de Sainte-Hermine:

«El sentimiento dominante en la mente de Bonaparte en ese momento no fue el miedo ni la venganza, sino el deseo de hacer entender a toda Francia que la sangre de los Borbón, tan sagrada para los realistas, era para él como la de cualquier otro ciudadano de la república».

Pero el primer cónsul fue simplemente una marioneta, una pieza de ajedrez manejada por Talleyrand, Bonaparte no entendió lo que ese asesinato significaba. La muerte del Duque de Enghien, representó literalmente el que un «río de sangre corriera entre Bonaparte y los Borbón». Con ello Talleyrand se garantizaba el que nunca el gran general y la antigua dinastía monárquica pudiesen reconciliarse o aliarse, algo que al omnipotente diplomático y político no le convenía.
«Divide y Vencerás», fueron estas las palabras de Napoleón Bonaparte y por ironías de la vida él fue víctima de la aplicación de tal precepto, sin darse cuenta de ello. Tras ese triste acontecimiento un acercamiento entre el futuro rey Luis XVIII y Napoleón Bonaparte se tornó imposible. La muerte del Duque de Enghien, según Jean Orieux:

«Es, en el conjunto de su carrera, su falta más notable. Si hay algo que reprochar a Talleyrand, no son sus traiciones políticas, sus relaciones económicas o las mujeres, sino su papel en el asesinato del Duque de Enghien, víctima inocente.»

En efecto, Talleyrand salió ileso del asunto, nadie podía relacionarlo con los acontecimientos ya que él no había participado en ellos «per se», sin embargo indirectamente sí era el causante, pues fue su consejo al primer cónsul lo que desencadenó los hechos. Pero con esa muerte se aseguraba su papel en la política francesa después de que Napoleón cayera, al tener él la libertad de poder contar con la alianza tanto de los Borbón como de Napoleón Bonaparte, de acuerdo a su conveniencia.

### El Primer Imperio francés

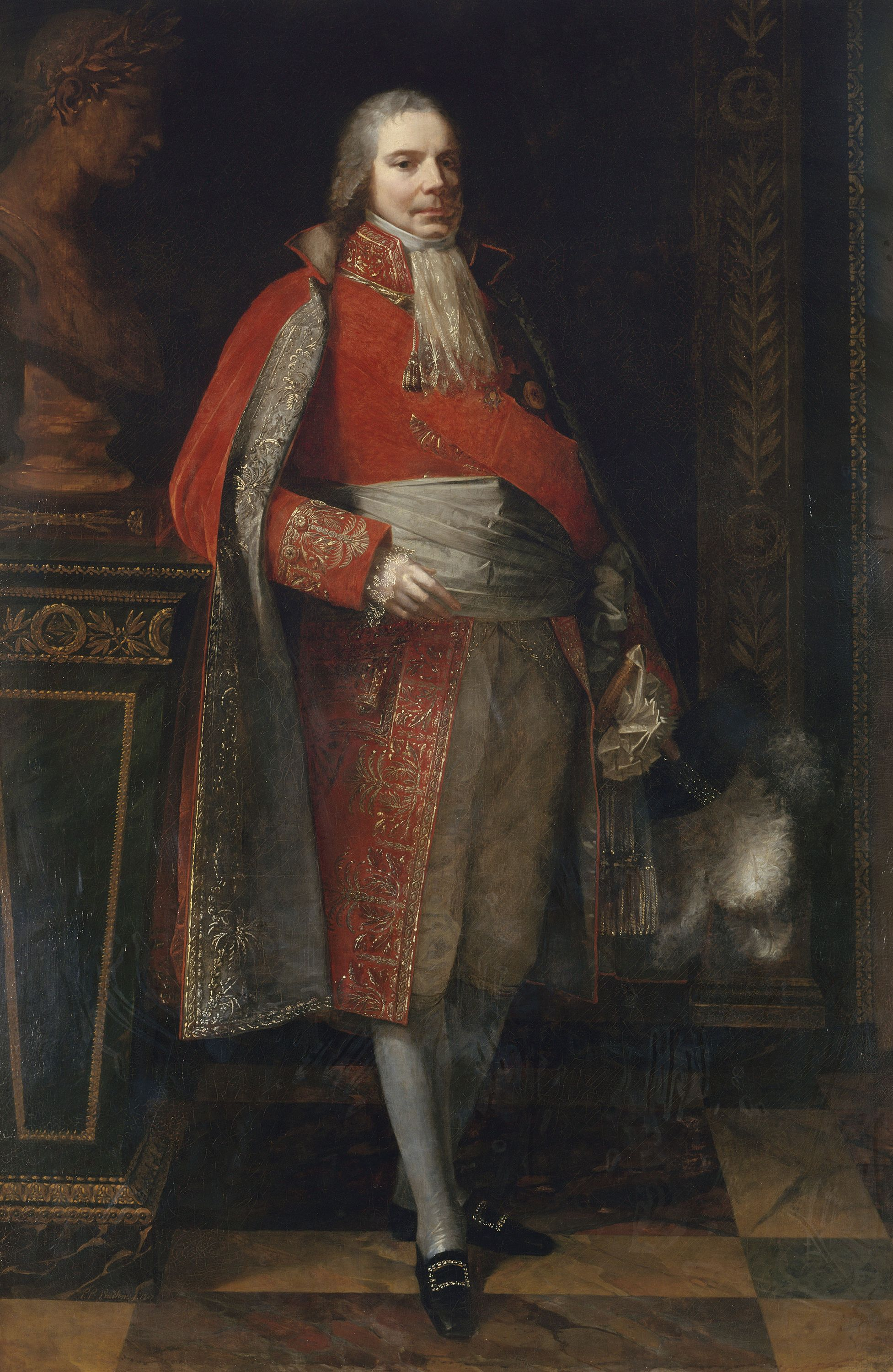
Talleyrand acabó convirtiéndose en príncipe de Benevento y en uno de los nobles más poderosos de Francia.

En mayo de 1804, deseoso de continuar incentivando a Talleyrand a permanecer a su lado, Napoleón Bonaparte, le otorga la posición imperial de gran chambelán y vice-elector del Primer Imperio francés con un sueldo de 40.000 francos anuales. Además en 1806, el máximo premio le llega, al recibir del mismo emperador, el título soberano de príncipe de Benevento, un principado arrebatado al mismísimo papa, convirtiéndose así en el más poderoso noble del Imperio.
El 9 de febrero de 1801 firma el Tratado de Lunéville, maniobra con la cual Talleyrand le asegura el imperio a Napoleón, al marcar el final de la Segunda Coalición, dejando a Inglaterra como el único país beligerante con Francia.
En 1805 tras la derrota de Trafalgar y la brillante campaña de Austria que tuvo su colofón en Austerlitz, Talleyrand firma el Tratado de Presburgo, como consecuencia del cual Austria se retira de la Tercera Coalición y le sustrae una parte sustancial de territorios, además de confirmar la serie de conquistas previamente oficializadas en el Tratado de Luneville.

Escudo de la Confederación del Rin.

Además es esencial en la creación de la Confederación del Rin, la cual crea con la autorización de Napoleón Bonaparte el 12 de julio de 1806, mediante un tratado, y gracias a la cual de paso se enriquece inmensamente, debido a que gracias a los tratados había despojado a los príncipes alemanes de sus tierras más allá de la orilla izquierda del Rin, siendo con el Tratado de Lunéville que esto se formaliza. Luego se autoriza a que los mismos puedan obtener más territorio, así la única manera de que los príncipes alemanes pueden asegurar tal obtención es mediante sobornos.
De este modo, Talleyrand aumentó notoriamente su fortuna, obteniendo una estimada de 10 millones de francos en el proceso. Este fue el primer golpe en la destrucción del Sacro Imperio Romano Germánico, con cuya extinción el Imperio napoleónico se terminaría de consolidar.
En cuanto a su fortuna, esta no deja de crecer, pasando, tras aquella gigantesca comisión obtenida por la creación de la Confederación del Rin, a obtener otros 60 millones de francos, otorgados por Napoleón por sus servicios prestados al imperio.

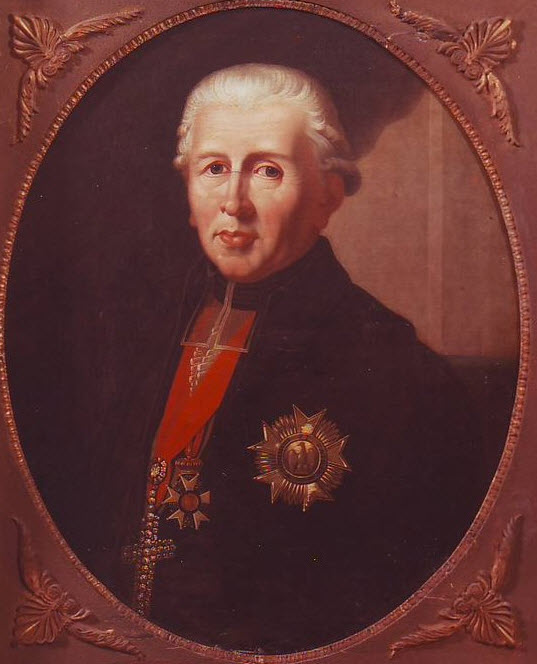
Karl Theodor von Dalberg ayudó a Talleyrand a filtrar información de gran importancia para el Imperio francés sobre sus enemigos.

Pero, a pesar de que en esencia Talleyrand había sido indispensable para la creación del Primer Imperio francés, la «política guerrera» de Napoleón comienza a molestarlo. Siendo Talleyrand alguien acostumbrado a obtener lo que desea por medios como la manipulación, la influencia o la negociación, su visión de manejo acerca de las políticas imperiales dista mucho de la del emperador, lo cual lo lleva a criticar dicha política y al mismo Napoleón Bonaparte y a dar informaciones al zar Alejandro I a través de Karl Theodor von Dalberg. En 1807 negocia y firma el tratado de Tilsit, tomando la decisión de renunciar a su cargo de ministro al regresar de Varsovia.

### Distanciamiento del emperador

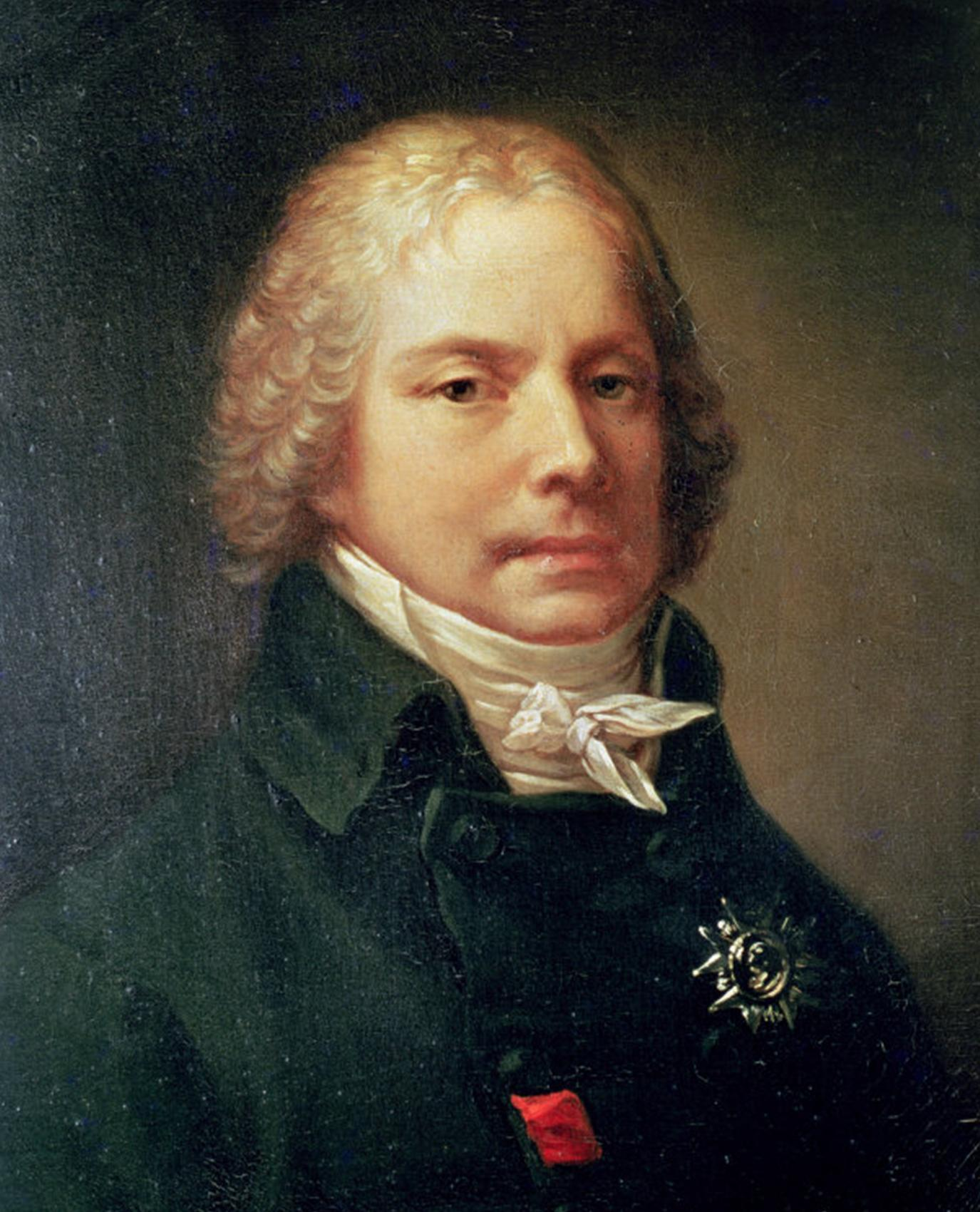

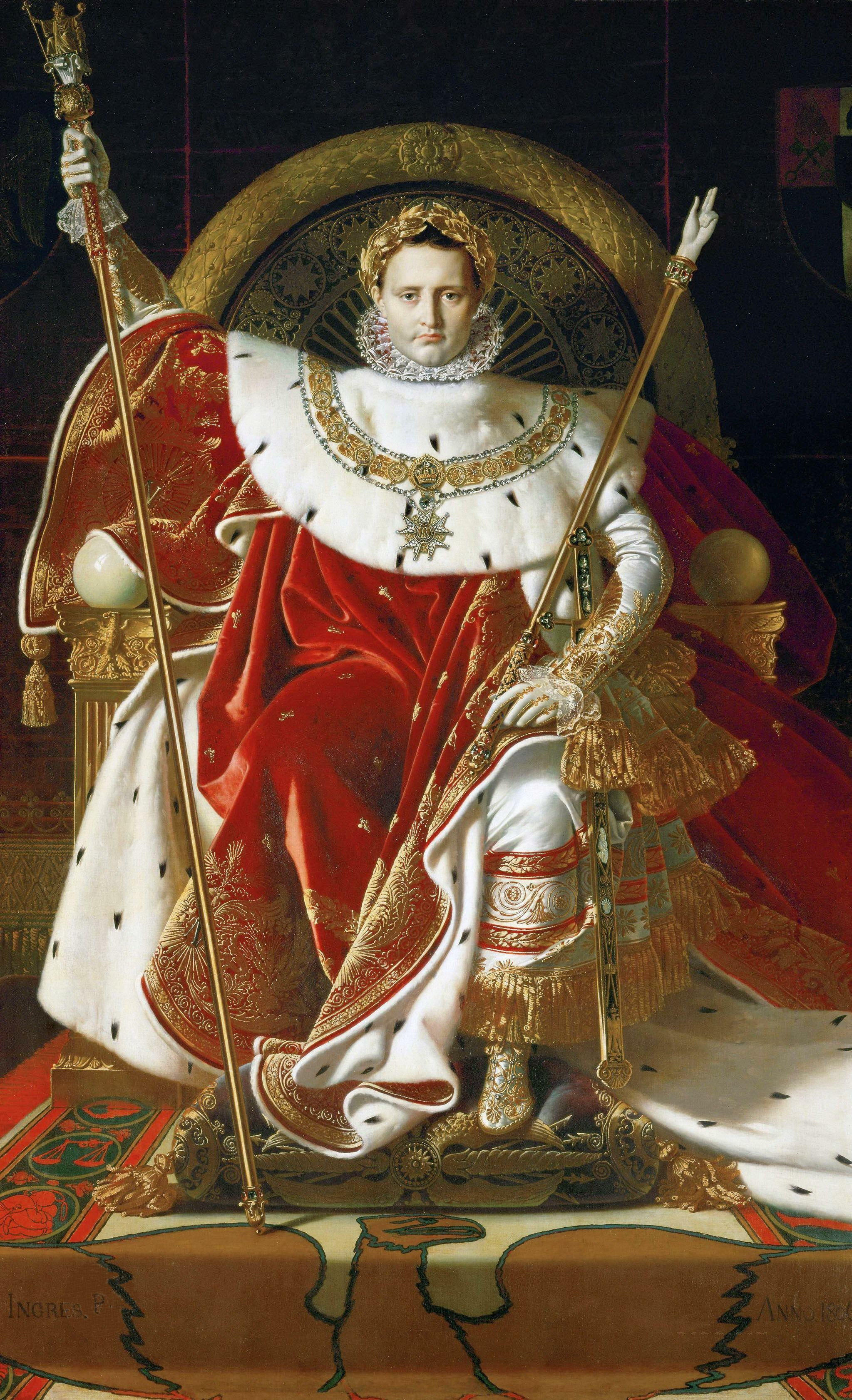
Su distanciamiento de Napoleón Bonaparte, llevó a Talleyrand a separarse de su proyecto imperial.

Talleyrand hasta el momento había servido a Napoleón Bonaparte con total lealtad, ayudándolo en su ambición de consolidar su vasto imperio, y a cambio había obtenido todo tipo de distinciones, méritos, reconocimientos y títulos.
Pero la situación estaba cambiando rápidamente. La hasta ahora ininterrumpida línea de éxitos de Napoleón lo había cegado y, como consecuencia, comenzó a tomar decisiones cada vez más erradas. Era claro que el emperador se había acostumbrado tanto a tener la razón que ya no consideraba la posibilidad de equivocarse.
El primer error fue la invasión a Rusia; el fracaso de la misma había sido devastador para la moral francesa y la primera derrota de Bonaparte en mucho tiempo; luego, la terrible decisión del bloqueo a Inglaterra, para cuya realización se debió invadir España, todas ellas, decisiones que Talleyrand critica al emperador, sin dudar, manteniendo una posición firme al respecto; pero Bonaparte no solo se niega a escuchar, sino que cuando el desastre se le hace inevitable condena con rencor a Talleyrand por haber este tenido la razón, habiendo Talleyrand, en ese momento, renunciado a su cargo como ministro de Relaciones Exteriores, aunque conserva todos los títulos, concesiones y reconocimientos que había recibido del Imperio.

### La conspiración de Talleyrand y Fouché
Talleyrand ya se había estado distanciando cada vez más del emperador, y para 1809 su relación había llegado a un punto muerto. De hecho, cuando aconteció la Conferencia de Erfurt, mediante la cual se planeaba establecer un nuevo orden político en Europa con Francia al frente, Napoleón le pidió su consejo y ayuda, algo que Talleyrand hizo gustoso, pero, sin que el emperador siquiera lo sospechara, le informó al Zar Alejandro I de cómo manejarse en dicho evento, maniobra que lo acercó de forma definitiva al monarca ruso.

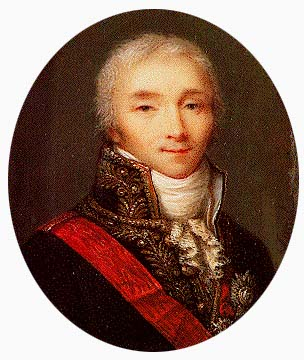
Joseph Fouché, un acérrimo rival de Talleyrand fue supuestamente partícipe junto a él de una conspiración para derrocar a Napoleón I.

Por aquel entonces se lo vio frecuentando a su antiguo y más acérrimo rival, Joseph Fouché, duque de Otranto, ministro de Policía de Francia y jefe de Seguridad del Imperio.
Joseph Fouché y Talleyrand desde siempre habían sido rivales. Al igual que Talleyrand, Fouché era un hábil político y después del príncipe de Benevento era el miembro más poderoso del gabinete de Napoleón.
El que dos rivales tan sonados repentinamente se reunieran con tanta frecuencia dio pie a que se dijera que ambos estaban planeando derrocar al emperador. Estas sospechas llegaron a oídos de Napoleón, quien temeroso de perder su poderío convocó un Juicio Público al reconocido noble y diplomático, acusando a Talleyrand de traición. Fouché logró esquivar la acusación, pero Talleyrand ni siquiera se molestó en hacer lo que su camarada hizo aun cuando pudo. En lugar de ello asistió al juicio donde, con su habilidad argumentativa y su conocimiento de las leyes, acabó por humillar al mismo Napoleón Bonaparte, quien disgustado por el desleal comportamiento de su ministro de relaciones exteriores lo llamó «mentiroso» y le dijo: «Usted es un montón de estiércol forrado en una media de seda», a lo que Talleyrand, que escuchó imperturbable y silencioso las expresiones de ira de su emperador, se limitó a decir lacónicamente y una vez que este abandonó el recinto:

«Es una lástima que un hombre tan grande sea tan maleducado».

Con esta frase Talleyrand, con su impasibilidad característica, logró aplastar públicamente al emperador y se distanció de él de manera definitiva. Sin embargo, en 1813 el emperador le ofreció el puesto de ministro de Relaciones Exteriores, en un intento por reconciliarse con él y realinear su alianza política, debido a que Napoleón sabía que su imperio amenazaba con caerse en pedazos.
En 1814, previendo la caída del imperio, maniobró hábilmente para dejar París a los aliados y a Luis XVIII. El resultado fue la caída de Napoleón Bonaparte y la inmediata incorporación de Talleyrand al nuevo gobierno.

## Primera restauración, el gobierno de Talleyrand

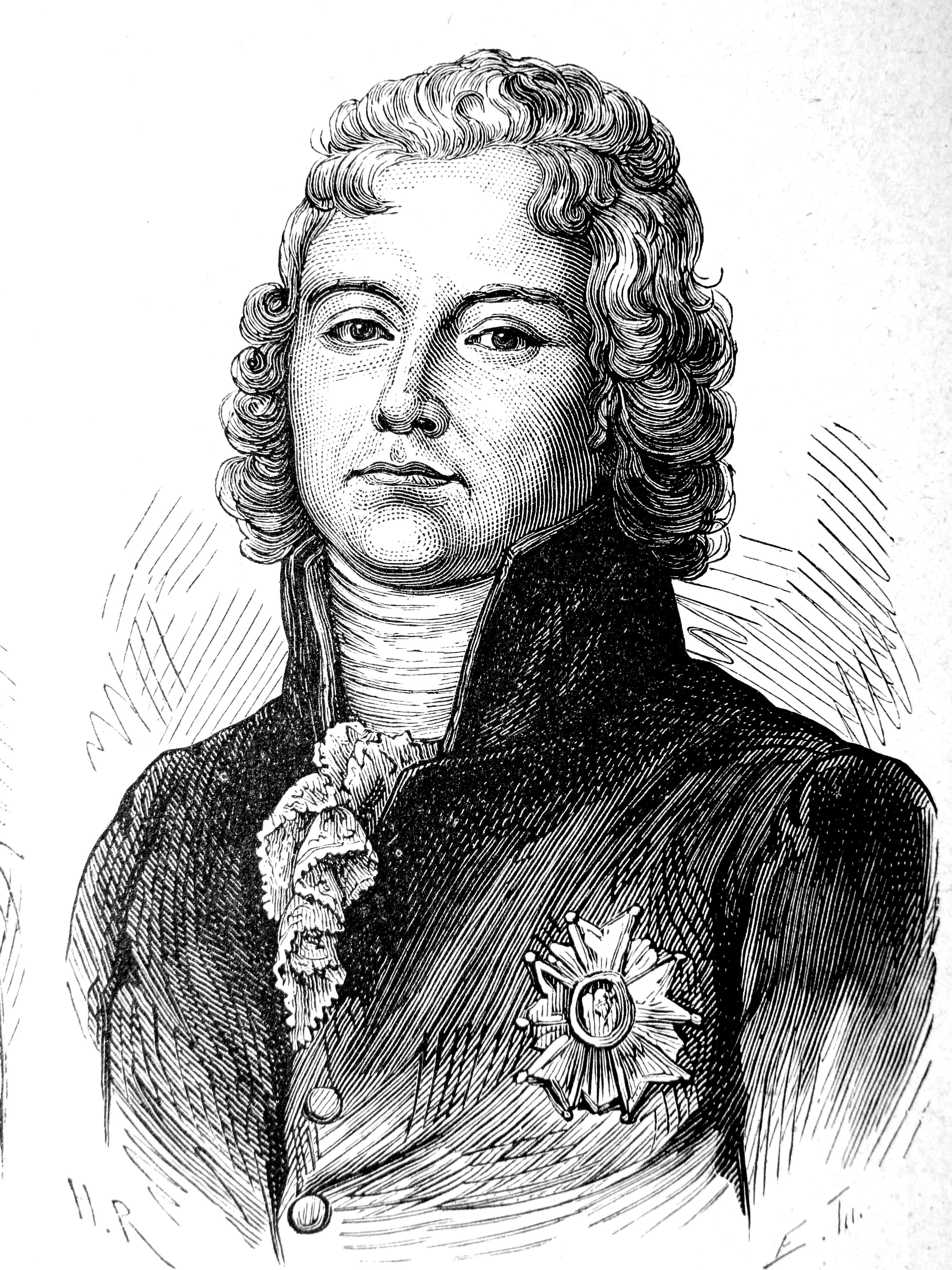
Con la caída de Napoleón Bonaparte, Talleyrand pasó a gobernar Francia.

### Jefatura provisional y nombramiento
Desde hacía tiempo, Talleyrand había mostrado su oposición hacia el emperador Napoleón Bonaparte y su política expansionista, esto se había manifestado a través de severos golpes a la armadura del enfrascado «general conquistador», como lo fue el fracaso de las negociaciones con Rusia, la decisión de esta de aliarse con Prusia, así como su negativa a cooperar con Napoleón y de reasumir el Ministerio de Relaciones Exteriores.
Si bien, normalmente los opositores a un régimen no suelen hacer más que criticar o lanzar un golpe de Estado, Talleyrand rompió ese esquema; él fue más mortífero y despiadado que esto. Con cada acción Talleyrand hería de muerte al Imperio Napoleónico. Al final, la alianza entre Rusia y Prusia que él mismo promovió, la impopularidad de Bonaparte y en última instancia el debilitamiento internacional de Francia, causado en gran medida porque Talleyrand se negaba a reasumir el puesto de ministro de Relaciones Exteriores (lo cual ciertamente habría calmado la situación, pues el prestigio que Talleyrand poseía en este campo era inmenso), significó el colapso de Napoleón Bonaparte y de su gobierno.
En marzo los aliados entraron en París y la presión nacional e internacional llevó finalmente a que el 11 de abril se llevase a cabo el tratado de Fontainebleau, que estableció la renuncia de Napoleón a su soberanía en Francia e Italia para sí y su familia, y su exilio a la isla de Elba, una isla pequeña a 20 km de la costa italiana, manteniendo su título de emperador vitaliciamente.
La renuncia de Napoleón Bonaparte y su destierro fueron ejecutados por sus enemigos y Talleyrand fue clave en este acto, que sacó de la escena política al único personaje de peso, dejando al ambicioso diplomático y político el camino libre.
Ahora Talleyrand respaldaba el ascenso de Luis XVIII, enemigo de Napoleón y primo del Duque de Enghien, cuyo asesinato había distanciado para siempre a Bonaparte de los Borbón y que irónicamente había sido desencadenado por el mismo Talleyrand.
El 1 de abril de 1814, el gran noble y diplomático fue elegido por el senado presidente del gobierno provisional. Firmó el armisticio con los aliados, elevó a Luis XVIII al trono y fue nombrado primer ministro de Francia, y por si fuera poco, también pasó a ejercer el cargo de ministro de Relaciones Exteriores. Ahora, Talleyrand controlaba el gobierno, por primera vez de manera directa. Tras décadas de carrera en la política en las cuales aplastó enemigos, influyó, consolidó y destruyó gobiernos, el gran y hábil diplomático y político finalmente asumía sin intermediarios las funciones de jefe de Gobierno.

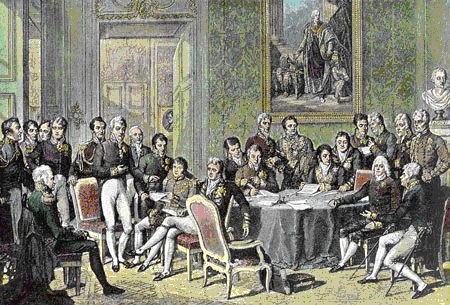
El Congreso de Viena, por Jean-Baptiste Isabey, 1819.

### El Congreso de Viena, Talleyrand salva a Francia
El 16 de septiembre de 1814 se celebró el Congreso de Viena, que era el acto con el cual las potencias planeaban poner fin definitivo al poderío francés. La máxima aspiración de la comunidad europea era dejar a Francia en extremo vulnerable, sancionarla en la medida de lo posible y reguardar la hegemonía continental para el resto de los países. Sin embargo, no se dijo más de las intenciones de este congreso que el hecho de no permitir la participación de Francia en él.
Al no haber sido invitada Francia a la mesa de negociaciones, parecía claro que el país estaba condenado, pero Talleyrand, movilizando influencias y valiéndose de su prestigio como diplomático. consiguió participar.
Talleyrand, una vez iniciado el Congreso de Viena, se encargó de sacar a relucir y sacar provecho de las diferencias y conflictos entre las demás potencias europeas, con lo cual logró esquivar prácticamente todas las sanciones a Francia, permitiendo la creación, en vez de la caída del país galo, de un equilibrio político y territorial que duraría medio siglo.
Así, firmó el Acta final el 9 de junio de 1815 y regresó a Francia habiendo logrado desmantelar los intentos de las naciones europeas de destruirla y habiendo logrado incidir en cada decisión tomada, siendo así el arquitecto de la reorganización político-territorial europea, que permanecería en pie por medio siglo, todo ello a pesar de no haber sido invitado en principio a la negociación,

### Destitución
Presionado por los Ultras, Luis XVIII hizo renunciar a Talleyrand en septiembre de 1815.
La promiscuidad y ligereza de costumbres del antiguo religioso ya entonces eran muy conocidas. Durante ese periodo tuvo lugar la célebre escena que describe François-René de Chateaubriand en sus Memorias de Ultratumba, cuando Talleyrand cruzó la antesala del despacho de Luis XVIII apoyado (cojeaba) en su gran enemigo y también omnipotente político francés Joseph Fouché. Chateaubriand, viendo pasar por delante a ambos personajes, describió la imagen de forma inolvidable: «De repente, entró el vicio apoyado en la traición».
Sin embargo, lo cierto es que el gobierno de Luis XVIII no duraría mucho más. Poco después de la destitución de Talleyrand la situación se salió de control, Napoleón Bonaparte acaudilló a un pequeño ejército que pasó a multiplicarse con la anexión tanto de civiles como también gracias a la disidencia masiva de los mismos ejércitos franceses enviados a combatirlo, que acababan uniéndose a él. Finalmente, Napoleón Bonaparte había vuelto al gobierno y el reinado de los 100 días comenzaba.

## Los 100 días
Consciente de los deseos de los ingleses de desterrarlo a una isla remota en el atlántico y del rechazo del pueblo francés a la restauración borbónica, Napoleón I escapó de Elba en febrero de 1815 y desembarcó el 1 de marzo en Antibes, desde donde se preparó para retomar Francia.
El rey Luis XVIII envió al Quinto Regimiento de Línea, mandado por el Mariscal Michel Ney, que había servido anteriormente a Napoleón en Rusia. Al encontrarlo en Grenoble, Napoleón se acercó solo al regimiento, se apeó de su caballo y, cuando estaba en la línea de fuego del capitán Randon, gritó: «Soldados del Quinto, ustedes me reconocen. Si algún hombre quiere disparar sobre su emperador, puede hacerlo ahora». Tras un breve silencio, los soldados gritaron: «Vive L'Empereur !», y marcharon junto con Napoleón a París. Llegó el 20 de marzo, sin disparar ni un solo tiro y aclamado por el pueblo, levantando un ejército regular de 140 000 hombres y una fuerza voluntaria que rápidamente ascendió a alrededor de 200 000 soldados. Era el comienzo de los Cien Días.
El gobierno de los Borbón se había desmoronado, pero no así la carrera de Talleyrand. Por un instante realmente pareció que Napoleón Bonaparte retomaría el control de Francia, pero nuevamente el mantener las opciones abiertas era ventajoso para el noble. Napoleón I se mostró dispuesto a reintegrar a Talleyrand a su gabinete, mas Talleyrand fue lo bastante cauteloso como para esperar los resultados de la próxima gran batalla entre Francia y las fuerzas napoleónicas contra la Séptima Coalición.

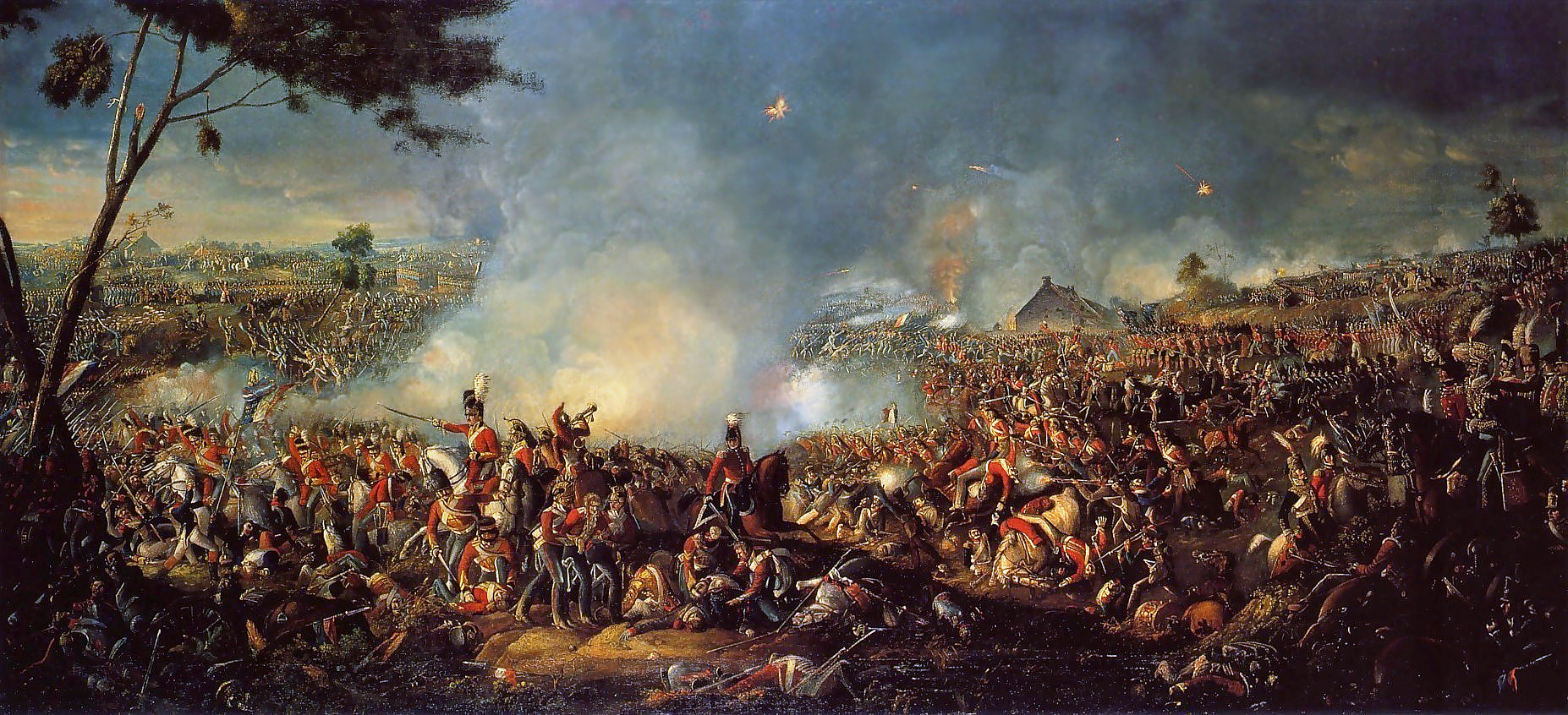
Batalla de Waterloo

La batalla de Waterloo fue desastrosa para Napoleón Bonaparte, siendo una aplastante victoria para la Séptima Coalición y su general Arthur Wellesley, el Duque de Wellington, conocido desde entonces como «El duque de hierro»; todo ello mientras que el rival de Talleyrand, Joseph Fouché, se convertía en el presidente del gobierno provisional y maniobraba para crear un nuevo gobierno, «de acuerdo y al antojo de la Coalición», traicionando a Napoleón I, a quien antes de ir a la Batalla de Waterloo había presionado para que cediera sus poderes a la asamblea que ahora él presidía.
Talleyrand se mantuvo paciente, entendió que con el exilio de Napoleón I a Santa Elena y su caída definitiva, Francia no querría que Talleyrand volviera tan rápidamente al centro del poder, pero aun así se las ingenió para lograrlo.

## Segunda Restauración
Napoleón I abandonó París el 29 de junio, su capital estaba bajo amenaza de revuelta, de motines y de guerra civil entre sus seguidores, los Republicanos y los Realistas.
El 9 de julio, el príncipe de Talleyrand-Périgord fue nombrado Presidente del Consejo de Ministros y ministro de Asuntos Exteriores. Nombró a Fouché ministro de la Policía para mantener el orden en la capital.
Pero la situación empeoraba en Francia; los ultrarrealistas acaudillados por el Conde de Artois, hermano de Luis XVIII hacían reinar el «Terror Blanco» en las provincias, los ejércitos de ocupación se descarriaban a todo tipo de pillajes. El Ministerio Talleyrand se distinguió entonces por su tibieza en los asuntos... Las exigencias de los Aliados eran enormes; pretendían hacer pagar a los Franceses su apoyo a Napoleón I durante los Cien Días. El 24 de septiembre, Talleyrand, impotente, rehusando negociar sobre las bases impuestas por los Aliados, se vio obligado a dimitir del cargo ante el rey quien, a su vez, lo nombró gran chambelán de la corte. No firmará entonces el segundo Tratado de París.

## Durante la monarquía de julio

Escudo de la Monarquía de Julio.

En julio de 1830, Luis Felipe I se convirtió en rey de los Franceses tras la Revolución de Julio. En ese ascenso del nuevo gobernante al poder tuvo mucho que ver Talleyrand, quien facilitó en toda medida posible la consolidación del nuevo monarca.

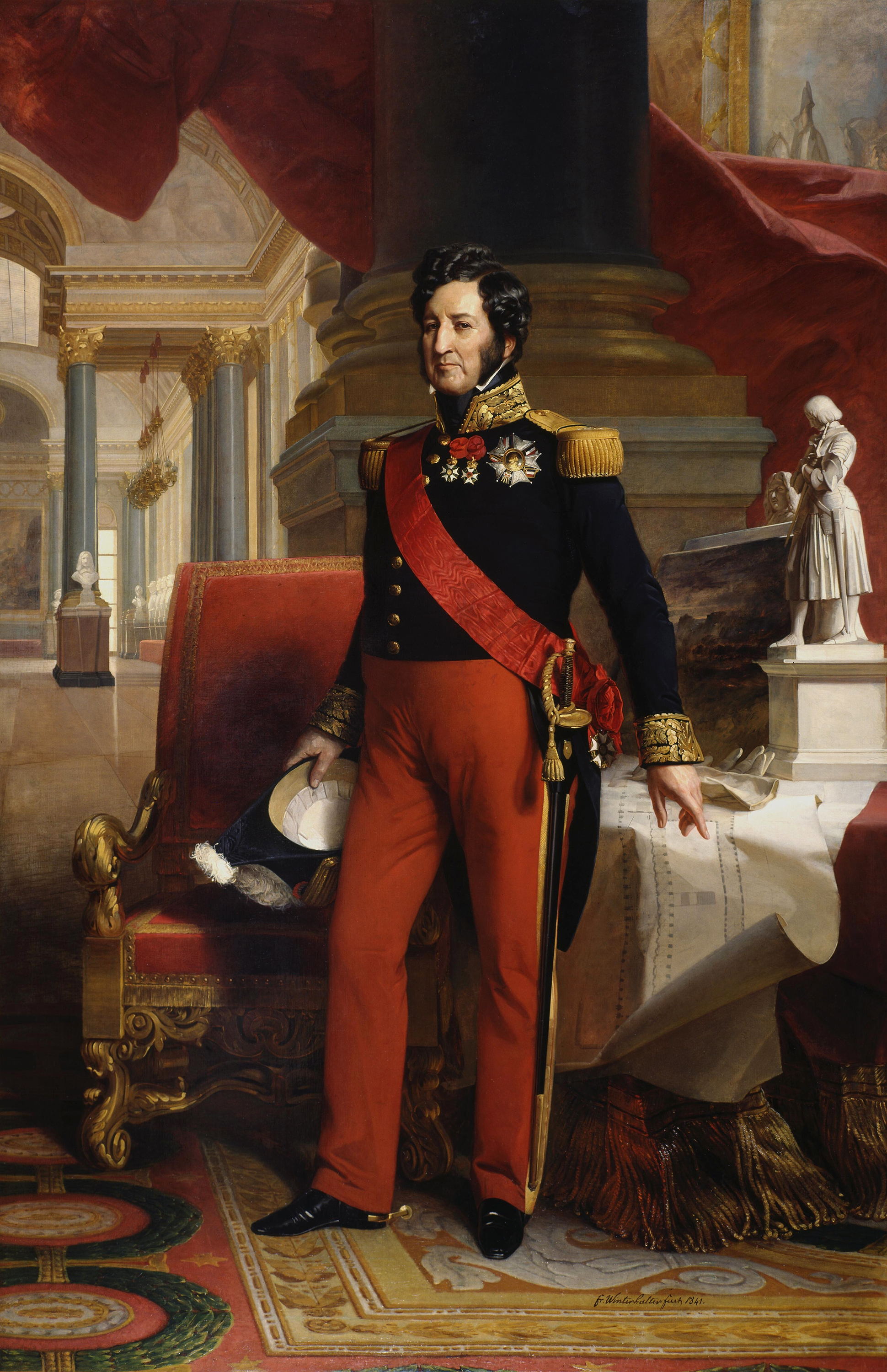
Luis Felipe I.

En consecuencia, Luis Felipe I nombró a Talleyrand embajador en Londres, a fin de acercase a los otros países europeos. Se dice que los representantes de todos los países «se inclinaban ante él».
Trató de acercar Inglaterra a Francia hasta 1834, logrando finalmente el mayor éxito de la diplomacia Europea, al alinear a España, Portugal, Francia e Inglaterra en el Tratado de la Cuádruple Alianza, cerrando su carrera diplomática con ese triunfo. Entonces desapareció de la escena pública y se retiró a su Castillo de Valençay. 
Después de haber establecido la «entente cordiale» con Inglaterra, dejó su cargo en noviembre de 1834. En su espléndida «soledad» de Valençay, escribió sus Mémoires, en las que asegura «no haber traicionado nunca a un gobierno que no se hubiera traicionado primero» y nunca poner «los propios intereses en oposición a los de Francia».
En 1837, dejó el castillo y consiguió reconciliarse con la iglesia antes de su muerte el 17 de mayo de 1838. Se le rindieron funerales oficiales el 22 de mayo. Fue enterrado en la capilla cercana a su castillo.

## Escudos de armas
Dada las numerosas modificaciones que Talleyrand sufrió en materia de títulos nobiliarios a lo largo de carrera pública, el religioso, diplomático y político francés tuvo la peculiaridad de contar con tres escudos de armas a lo largo de su vida, acumulando sucesivamente numerosos títulos con el paso de los diferentes regímenes a los que sirvió, pasando a disponer de más títulos por su cuenta, que cualquier otro miembro de la Casa de Talleyrand-Perigord. Esto convierte a Talleyrand en un caso particular de noble, cuyos títulos no son legitimados por su ascendencia, sino por sus méritos.
| Escudo de armas                                | Significación |
| Escudo como obispo de Autum                    | Obispo de Autun y miembro de la Casa de Talleyrand y Perigord El escudo porta tres leones dorados sobre fondo rojo, elementos estos, propios de la dinastía Talleyrand-Perigord, denotando su pertenencia a la misma, a pesar de no ostentar legalmente el derecho de primogenitura, siendo este el motivo por el cual carecía de título nobiliario familiar. Adjuntos se encuentran los adornos correspondientes a la jerarquía clerical, junto con la proclama: Re Que Diou, traducido como «De regreso a Dios» |
| Escudo bajo el Imperio                         | Príncipe de Benevento (1804), príncipe imperial (1807), gran chambelán y elector vicepresidente del Primer Imperio francés (1807), senador imperial (1807), Gran Águila de la Legión de Honor (1805), gran consejero de la Legión de Honor (1805), gran comendador de la Orden de la Corona de Sajonia y Westfalia (1805), caballero de la Orden de Luis (1805), caballero de Hesse (1805), caballero de la Orden de San José (1805), gran duque de Wurtzbourg (1805). El escudo dispone del manto heráldico, la corona de príncipe del Imperio, junto con el águila insignia del Primer Imperio francés, el collar de la Legión de Honor y de los tres leones dorado con fondo en rojo, propio de las armas de la Casa de Talleyrand-Perigord.· |
| Duque y par de Francia durante la Restauración | Príncipe de Talleyrand (1814), par de Francia (1815), duque de Dino (1817), conde de Périgord (1817), duque de Talleyrand y Périgord, gran chambelán de Francia (28 de septiembre de 1815), caballero de la Orden del Espíritu Santo (30 de septiembre de 1820), caballero de la Orden del Toisón de Oro (concedida por el rey Fernando VII de España, 1814), caballero de la Orden de Leopoldo de Austria. En esta última versión de las armas de Charles Maurice de Talleyrand, se regresa al tradicional diseño nobiliario, imponiéndose en el blasón los tres leones en dorado con fondo en rojo, propios de la Casa de Talleyrand-Perigord, con la corona de duque y par de Francia.                                                        |

## Rivalidad con Fouché
Joseph Fouché fue un muy hábil político francés, quizás tanto como el mismo Talleyrand. Sin embargo no podían ser más diferentes uno del otro. Talleyrand descendía de una familia poderosa y acaudalada con prestigio y títulos, mientras que Fouché era hijo de una familia de clase media-baja rural. Igualmente, Talleyrand era mucho más sofisticado, astuto y hábil que Fouché, indudablemente más rudimentario, y a pesar de lo lejos que ambos llegaron en comparación con sus puntos de partida, siempre fue cierto que Talleyrand concentró más cargos, títulos y honores que Fouché, algo que desde luego no ayudaba en nada en su relación.

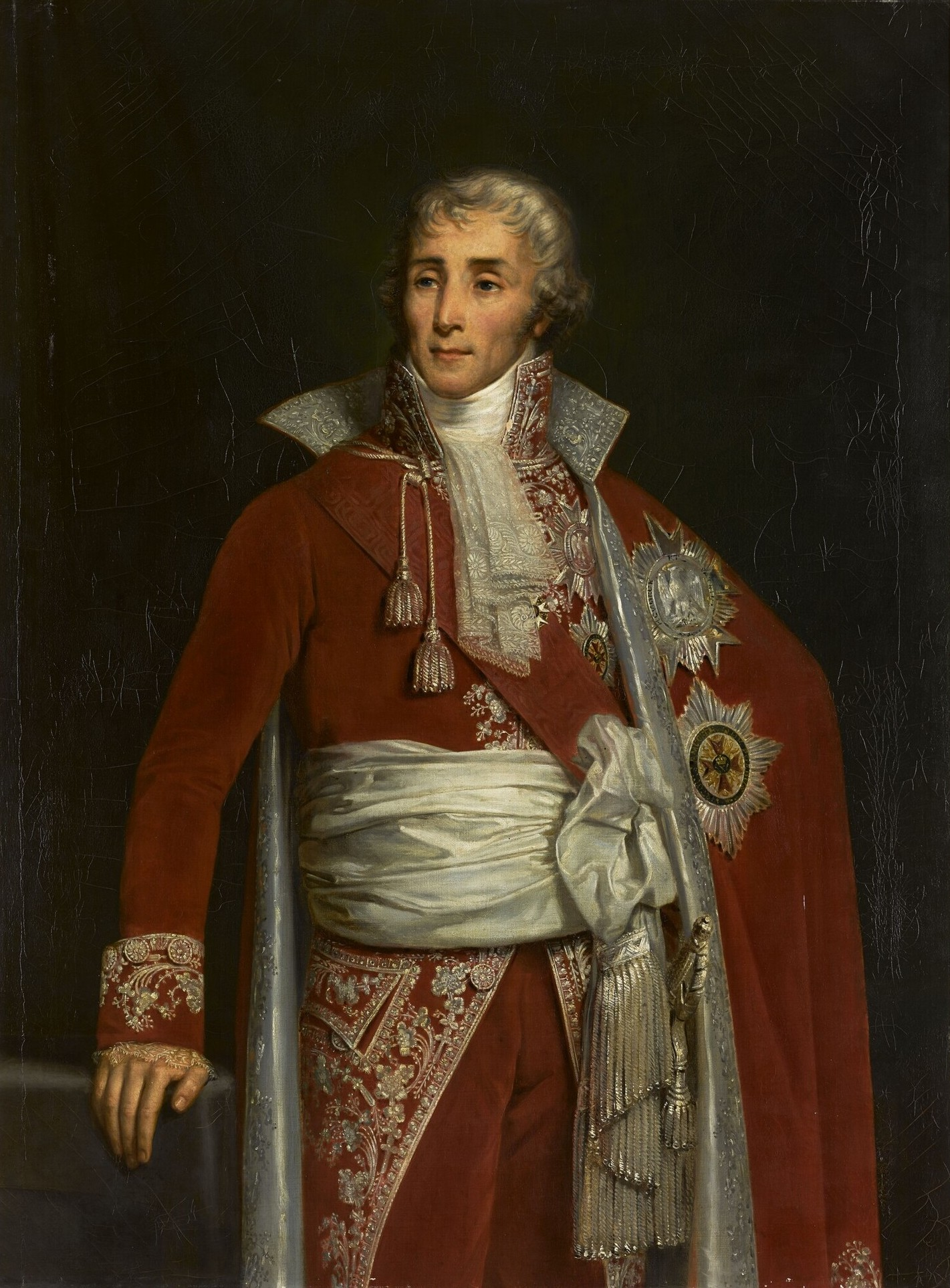
Joseph Fouché, duque de Otranto y ministro de Policía de Francia.

Aun así, ambos hombres se profesaban un respeto mutuo admirable, dado que ambos sabían que eran los amos de la política francesa y que ambos eran en extremo hábiles en sus campos, Talleyrand en la diplomacia y Fouché en la policía y el espionaje.
La mayor muestra de lo tormentoso de su relación indudablemente sería su alianza para derrocar a Napoleón Bonaparte, apartando sus diferencias y poniendo manos a la obra para tratar de frenar la desmedida ambición del mismo.

## Reconciliación con la Iglesia católica
Cuatro horas antes de su muerte firmó, en presencia del abad Dupanloup, una solemne declaración en la que repudió abiertamente «los grandes errores que... habían perturbado y afligido a la Iglesia católica, apostólica y romana, y en los que había tenido la desgracia de caer». Cuentan sus biógrafos que en el momento de la muerte, después de reconciliarse con la Iglesia se le fue a administrar la Santa Unción, que él aceptó contento. Pero cuando le fueron a ungir, pidió que lo hicieran en el reverso de la mano, como se hace con los sacerdotes, debido a que sus palmas ya habían sido ungidas, pues en el fondo él era sacerdos in aeternum. No había vivido como tal, sino todo lo contrario, pero después de muchos errores, por lo menos quería morir como tal.

## Percepción histórica

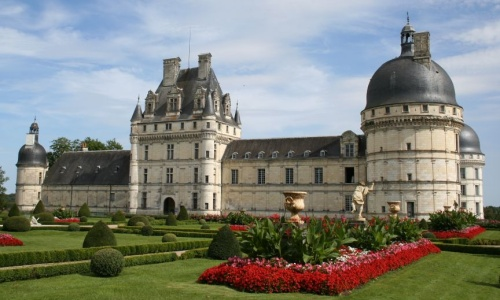
El Castillo de Valencay era la residencia personal del Talleyrand.

Talleyrand, alcanzó su lugar en la historia como un personaje rodeado por la controversia, sí, pero ni el paso de todos los gobiernos y acontecimientos que vivió cambiarion su manera de ver el mundo ni tampoco sus ideales, este es un hombre que se separó de la monarquía porque Francia se lo demandaba (es suya la frase «es costumbre real el robar, pero los Borbones exageran»). Luego, cuando el estancamiento amenazó al país, prefirió ayudar a la creación de un imperio sólido y poderoso con Napoleón Bonaparte al frente y, finalmente, cuando este se obsesionó con la expansión, Talleyrand, previendo su colapso, se encargó de salvaguardar a Francia de las potencias europeas y restaurar la monarquía que ahora el pueblo aclamaba.
En el ámbito de la diplomacia su legado es extraordinario, considerado como el «Padre de la Diplomacia Moderna» y siendo responsable del mayor número de alianzas internacionales, de la disolución y creación de coaliciones así como de la firma de numerosos tratados y pactos diplomáticos que dieron forma a la Europa de finales del siglo XVIII y comienzos XIX, pudiéndose citar a la Cuádruple Alianza (alineación entre las cuatro grandes potencias europeas Reino Unido, España, Portugal y Francia), los pactos de las Guerras Napoleónicas, el Congreso de Viena, todas ellos hazañas diplomáticas que justifican con creces el ser catalogado informalmente como el «Príncipe de los Diplomáticos».
| Predecesor: Desconocido                                      | Agente general del Clero en Francia 1780-1790                                       | Sucesor: Cargo abolido                                        |
| Predecesor: Yves Alexandre de Marbeuf                        | Obispo de Autun 1789-1790                                                           | Sucesor: Jean-Louis Gouttes                                   |
| Predecesor: No hay                                           | Representante del Clero en el Congreso de Erfurt 1812                               | Sucesor: No hay                                               |
| Predecesor: No hay                                           | Representante del Clero en el Congreso de Viena 1814-1815                           | Sucesor: No hay                                               |
| Predecesor: Anne Adrien Pierre de Montmorency-Laval          | Embajador de Francia en Londres 1830-1834                                           | Sucesor: Jean-Baptiste Louis Gros                             |
| Predecesor: Jean-Xavier Bureaux de Puzy                      | Presidente de la Asamblea Nacional 16 de febrero de 1790-28 de febrero de 1790      | Sucesor: Francois-Xavier-Marc-Antoine de Montesquiou-Fezensac |
| Predecesor: Eustache Bruix                                   | Ministro de Marina y Colonias de Francia 2 de julio de 1799-22 de noviembre de 1799 | Sucesor: Marc Antoine Bourdon de Vatry                        |
| Predecesor: Recién creado                                    | Grand chambelán y vice-elector del Imperio Francés 1804-1814                        | Sucesor: Abolido                                              |
| Predecesor: Charles Delacroix                                | Ministro de Asuntos Exteriores de Francia 1797-1799                                 | Sucesor: Karl Reinhard                                        |
| Predecesor: Karl Reinhard                                    | Ministro de Asuntos Exteriores de Francia 1799-1807                                 | Sucesor: Jean-Baptiste Nompère de Champagny, duque de Cadore  |
| Predecesor: Antoine René Charles Mathurin, conde de Laforest | Ministro de Asuntos Exteriores de Francia 1814-1815                                 | Sucesor: Armand Augustin Louis Caulaincourt, duque de Vicence |
| Predecesor: Louis, barón Bignon                              | Ministro de Asuntos Exteriores de Francia 1815                                      | Sucesor: Armand Emmanuel du Plessis, duque de Richelieu       |
| Predecesor: Recién creado                                    | Primer ministro de Francia 1814-1815                                                | Sucesor: Armand Emmanuel du Plessis                           |
| Predecesor: Vacante                                          | Príncipe de Benevento 1806-1815                                                     | Sucesor: Abolido                                              |
| Predecesor: Charles Daniel de Talleyrand                     | Jefe de la Casa de Talleyrand y Périgord 1780-1838                                  | Sucesor: Charlotte de Talleyrand y Périgord de Woorlé         |